# Victoria Villarruel
Victoria Eugenia Villarruel (Buenos Aires, 13 de abril de 1975) é uma advogada, escritora, activista e política argentina, atualmente Vice-presidente da Argentina. Foi descrita como uma política ultra-conservadora e é uma das signatárias da Carta de Madrid, um documento liderado pelo partido político espanhol ultra-conservador e de extrema-direita Vox. É fundadora e presidente da associação civil Centro de Estudios Legales sobre el Terrorismo y sus Víctimas (CELTYV).
Em novembro de 2021, ela foi eleita deputada nacional nas eleições legislativas na coalizão La Libertad Avanza com 17% dos votos. Juntamente com Javier Milei, que encabeçava a lista. Eles entraram no Congresso como deputados da Cidade Autônoma de Buenos Aires.
Desde 8 de julho de 2022, ele atua como presidente1 do Partido Demócrata de la Provincia de Buenos Aires (Partido Democrático da Província de Buenos Aires).
Em 15 de maio de 2023, na rede de televisão La Nación+ oficializou a pré-candidatura de Villarruel à vice-presidência do país, juntamente com Javier Milei, pela frente La Libertad Avanza, nas eleições presidenciais de 2023.
Em 19 de novembro de 2023, no segundo turno das eleições presidenciais, foi eleita vice-presidente da Argentina, e será assim, a quarta mulher a ocupar o cargo, juntamente com Isabel Perón (1973-1974), Gabriela Michetti (2015-2019) e Cristina Kirchner (2019-2023). 

## Biografia
Victoria Villarruel nasceu na cidade de Buenos Aires em 13 de abril de 1975. Ela é neta do Contra-Almirante Laurio Hedelvio Destéfani, membro da Marinha Argentina e autor dos dez volumes da história marítima argentina. Ela é filha do tenente-coronel aposentado Eduardo Villarruel, membro do Exército Argentino, veterano da Guerra das Malvinas, que foi segundo comandante da 602ª Companhia de Comando, comandada por Aldo Rico e que participou da Operação Independência.
Ela se formou como advogada pela Faculdade de Direito da Universidade de Buenos Aires e como técnica em segurança urbana pela Universidade Tecnológica Nacional. Em 2008, concluiu um curso sobre coordenação entre agências e contraterrorismo no William J. Perry Center for Hemispheric Defense Studies, uma instituição da National Defense University em Washington D.C.
Victoria é uma católica tradicionalista que frequenta a Fraternidade Sacerdotal de São Pio X.

## Carreira política
Como representante das vítimas de terrorismo na Argentina, ela foi entrevistada pelo Wall Street Journal, pelo jornal espanhol ABC, entre outros meios de comunicação impressos e televisivos.
Ele particiou no Fórum da Liberdade de Oslo em 2011. Lá, ela questionou o que, em sua opinião, é a «história oficial» da Argentina moderna. Para Villarruel, a história oficial omite o fato de que as ações dos grupos guerrilheiros faziam parte da Guerra Fria e as coloca exclusivamente durante o que ela chama de «guerra suja» nos anos 1976-1983, quando a Argentina era governada pela ditadura civil-militar que se autodenominava Processo de Reorganização Nacional. Villarruel indicou que, para ela, essa ação é terrorismo e deve ser considerada anterior a 1976, e que aumentou especialmente após o restabelecimento da democracia em 25 de maio de 1973, após o perdão de membros condenados de grupos guerrilheiros. De acordo com ela, os grupos Ejército Revolucionario del Pueblo e Montoneros tinham vínculos com o regime de Fidel Castro em Cuba e com a Organização para a Libertação da Palestina. De 1969 a 1980, de acordo com Villarruel, mais de 21.000 ataques foram cometidos na Argentina por esses grupos armados. Ele também destacou que, em sua opinião, essa história foi posteriormente encoberta pelos governos kirchneristas e que ex-membros de grupos guerrilheiros da década de 1970 receberam proteção e cargos no Estado.
Villarruel argumentou repetidamente que as vítimas das ações de organizações armadas como o Montoneros ou o ERP na Argentina passaram décadas esperando por justiça, reconhecimento e reparação. De acordo com ela, nenhum esforço para garantir os direitos dessas vítimas foi bem-sucedido nos tribunais argentinos; ela descreveu as ações dos juízes como tendo servido como «garantidores da impunidade dos terroristas». Como diretora do CELTYV, ela conseguiu elaborar uma lista de 17.380 vítimas das ações dos grupos guerrilheiros na Argentina, acrescentando que esse número é «preliminar». Em seu livro «Hijos de los 70», ela compartilha uma lista de 1.010 vítimas civis da guerrilha entre 1969 e 1979, uma lista que inclui membros do exército argentino, da polícia e 84 pessoas não identificadas por nome e sobrenome.
Ela foi acusada de defender ou justificar a ditadura civil-militar que se autodenominava Processo de Reorganização Nacional. Segundo ela, uma parte da sociedade argentina supõe que alguém apóia a ditadura porque não concorda com o que foi feito pelas organizações guerrilheiras.
Em 2019, ele apoiou a iniciativa do então Secretário de Direitos Humanos Claudio Avruj, que declarou estar «trabalhando por uma lei de reparação» que permitiria a indenização das famílias dos soldados mortos em confrontos com guerrilheiros durante o governo de María Estela Martínez de Perón (1974-1976).
Em uma coluna de opinião para o site de notícias argentino Infobae em 2019, ele defendeu o partido de extrema direita espanhol Vox. Villarruel assinou a «Carta de Madrid», um documento redigido pelo partido Vox que descreve os grupos de esquerda na Ibero-América como «criminosos» e «parte de uma conspiração global influenciada por Cuba».
Em 2021, Villarruel concorreu como candidata a deputada nacional pela Cidade Autônoma de Buenos Aires na lista encabeçada por Javier Milei, conquistando a vaga de deputada e sua lista ficou em terceiro lugar, com 17,04% dos votos. Em 8 de julho de 2022, o Partido Democráta da Província de Buenos Aires anunciou em um comunicado a nomeação da nova liderança do partido, encabeçada por Victoria Villarruel como presidente. Em 8 de maio de 2023, foi confirmado que ela seria candidata a Vice-Presidente da Nação, acompanhando Milei nas eleições.

## Controvérsias

### Acusações de negacionismo
Ela foi acusada de negacionismo do terrorismo de Estado na Argentina por alguns meios de comunicação. Algumas organizações de direitos humanos do país repudiaram o CELTYV e Victoria Villarruel por terem "opiniões negacionistas" e "defenderem a teoria dos dois demônios" de acordo com seus critérios. Villarruel, por sua vez, nega essas acusações.

### Bilhetes usados de forma discricionária
Pouco depois de assumir o cargo, ela foi acusada de usar passagens aéreas fornecidas pelo Estado e concedidas a deputados para promover o federalismo e a participação democrática. Conforme relatado no site do Congresso da Nação, as passagens são intransferíveis e expiram 30 dias após serem concedidas, razão pela qual Villarruel emitiu passagens futuras em fevereiro e março, informando em suas redes sociais sobre suas atividades legislativas.

## Livros
- Los llaman... jóvenes idealistas[14]
- Los otros muertos - Las víctimas civiles del terrorismo guerrillero de los 70